# Gilbert Erill
Gilbert Erill  (o Erail o Hérail) va néixer el 1152 i possiblement a un territori de la Corona d'Aragó, però s'ignora la data i lloc del seu naixement.
Ingressa aviat a l'Orde del Temple, de manera que ja és Gran Comanador de la mateixa quan és elegit gran mestre del Temple el febrer de 1193, després de la mort de Robert de Sablé. Per tant, va ser el dotzè Gran Mestre Templer.
Un any després de la seva elecció, en 1194, el papa Celestí III confirma tots els privilegis atorgats al Temple per mitjà de la butlla Omne datum optimum que Anastasi IV havia dictat a 1154.
Gilbert Erill fou gran mestre en un període de pau entre cristians i musulmans aconseguit per l'acord de pau que Ricard Cor de Lleó havia subscrit amb Saladí, i gràcies a una política d'equilibri. Això li atraurà les ires del papa Innocenci III que hi veu una traïció a l'Església.
A causa d'aquesta querella amb Innocenci III, el resultat de les tensions entre Templers i Hospitalers es decideix a favor d'aquests últims, que aprofiten per recuperar terres i castells.
Durant el seu mandat, l'Orde del Temple participarà en la Reconquesta de la península Ibèrica. En agraïment pels serveis prestats, el rei Alfons II d'Aragó, el 1196, donarà als templers la fortalesa d'Alfambra.
Gilbert Erill mor el desembre de l'any 1200 a l'inici de la Quarta Croada.